# IIHF European Champions Cup
La IIHF European Champions Cup è stata la competizione hockeistica su ghiaccio per club più importante del panorama europeo dal 2004 al 2008, quando è stata sostituita dalla Champions Hockey League. Veniva organizzata annualmente dalla IIHF, la federazione internazionale.
Era conosciuta anche con il nome di Super Six, in quanto vi partecipano le squadre vincitrici delle sei migliori leghe nazionali europee secondo il ranking mondiale della IIHF, stilato in base ai risultati delle rispettive rappresentative nazionali durante le ultime 4 edizioni dei Campionati del Mondo e gli ultimi Giochi olimpici.
Era l'erede diretta della IIHF European Cup - la Coppa dei Campioni, (1965-1997) - e della European Hockey League (EHL, 1997-2000).

## Storia
Nel 2004 la IIHF decise di far rinascere il massimo campionato europeo per club, ma puntando ancor più decisamente sulla qualità: sono solo sei le squadre partecipanti (da cui il nome di Super Six con cui è comunemente indicato), provenienti dai sei campionati maggiori secondo il Ranking IIHF.
Si è sempre tenuto a San Pietroburgo.

## Format

### 2004-05
La prima edizione, svoltasi nel 2005, ha visto i campioni russi dell'Avangard Omsk trionfare in finale contro i finlandesi del Kärpät Oulu. La manifestazione vedeva coinvolte ai nastri di partenza anche le compagini dell'Hame Zlín (Rep. Ceca), dell'HV71 (Svezia), dei campioni slovacchi del Dukla Trenčín nonché i Frankfurt Lions, detentori del titolo della DEL, la lega professionistica tedesca.

### 2005-06
Dopo i pessimi risultati della nazionale tedesca, retrocessa nel secondo gruppo di merito ai mondiali del 2005 nonché al nono posto del ranking mondiale, la Svizzera ha avuto l'opportunità, nel 2006, di schierare per la prima volta un club nel torneo più importante d'Europa; nella fattispecie, l'HC Davos, club di grande tradizione hockeystica.

Le altre squadre che si contesero l'alloro di club più forte d'Europa furono i campioni russi della Dinamo Mosca, gli slovacchi dello Slovan Bratislava, i cechi del Moeller Pardubice, gli svedesi del Frölunda Indians e, per la seconda volta consecutiva, i finlandesi del Kärpät Oulu.

E per la seconda volta i finlandesi perdono la grande occasione in finale: la spuntano i russi della Dynamo ai tiri di rigore.

### 2006-07
Le sei nazioni rappresentate sono le stesse dell'edizione precedente: Svezia (Färjestads BK), Repubblica Ceca (HC Sparta Praga), Russia (Ak Bars Kazan), Finlandia (HPK Hämeenlinna), Slovacchia (MsHK Žilina) e Svizzera (HC Lugano). Ancora una volta la finale vede di fronte la squadra russa e quella finlandese; ancora una volta hanno la meglio i russi (6-0 il risultato finale).

### 2007-08
Anche per questa edizione le nazioni rappresentate sono le stesse che si sono disputate il trofeo nei due anni precedenti, mentre l'unica compagine a confermare la sua presenza è quella dello Sparta Praga, campioni della Repubblica Ceca. Le altre formazioni al via sono l'HC Davos per la Svizzera, il Metallurg Magnitogorsk, campione di Russia, lo Slovan Bratislava, rappresentante della Slovacchia, e le formazioni scandinave del MODO Örnsköldsvik per la Svezia e del Kärpät Oulu per la Finlandia. Per la quarta volta in altrettante edizioni la compagine campione è stata quella russa, che in finale ha battuto per 5-2 i campioni cechi.

Questa è stata l'ultima edizione di questo trofeo, in quanto dalla stagione 2008-09, al fine di rendere la competizione più interessante e più vicina ai massimi tornei continentali degli altri sport, è stata istituita la Champions Hockey League. La nuova formula del torneo vede la disputa di 5 diverse fasi, che vedranno le formazioni dei 6 paesi al vertice della ranking europeo entrare in scena durante la terza fase.

La stagione 2008-09 ha visto inoltre la creazione della Victoria Cup, un torneo che, nel mese di settembre, mette di fronte i Campioni d'Europa contro una o più rappresentanti della NHL, per dar così vita ad una vera e propria Coppa Intercontinentale.

## Albo d'oro
| Anno | Sede                    | Incontro                     | Risultato  | Vincitore      |
| ---- | ----------------------- | ---------------------------- | ---------- | -------------- |
| 2005 | San Pietroburgo, Russia | Avangard Omsk - Oulun Kärpät | 2 - 1 (OT) | Avangard Omsk  |
| 2006 | San Pietroburgo, Russia | Dinamo Mosca - Oulun Kärpät  | 5 - 4 (OT) | Dinamo Mosca   |
| 2007 | San Pietroburgo, Russia | HPK - Ak Bars Kazan’         | 0 - 6      | Ak Bars Kazan’ |
| 2008 | San Pietroburgo, Russia | Sparta Praga - Magnitogorsk  | 2 - 5      | Magnitogorsk   |